# Vince Snowbarger
Vincent K. Snowbarger, detto Vince (Kankakee, 16 settembre 1949), è un politico statunitense, membro della Camera dei Rappresentanti per lo stato del Kansas dal 1997 al 1999.

## Biografia
Allievo dell'Università dell'Illinois e dell'Università del Kansas, Snowbarger lavorò come insegnante universitario e fu consulente del Partito Repubblicano.
Dal 1985 al 1996 in quanto esponente di tale partito, ricoprì la carica di deputato alla Camera dei Rappresentanti del Kansas e nel 1997 approdò alla Camera dei Rappresentanti nazionale, succendendo alla deputata Jan Meyers.
Sebbene il suo distretto congressuale fosse abbastanza moderato, Snowbarger si configurava come conservatore e dopo appena un mandato al Congresso gli elettori gli preferirono il democratico Dennis Moore.
Dopo l'incarico parlamentare Snowbarger fu vicedirettore della Pension Benefit Guaranty Corporation.